# Vytautas Strolia
Vytautas Strolia (* 28. November 1992 in Anykščiai, Bezirk Utena) ist ein litauischer Biathlet und vormaliger Skilangläufer. Nach seiner ersten Olympiateilnahme 2014 wechselte er noch im gleichen Jahr zum Biathlonsport und entwickelte sich in den folgenden Jahren mit mehreren Top-10-Platzierungen im Weltcup zum erfolgreichsten litauischen Biathleten der Geschichte.

## Sportliche Laufbahn

### Skilanglauf
Vytautas Strolia nahm von 2008 bis 2014 an Skilanglaufwettbewerben der Fédération Internationale de Ski teil. Auf erste Starts im Slavic-Cup folgte 2009 die Teilnahme am Europäischen Olympischen Jugendfestival in Szczyrk sowie 2010 an seinen ersten Juniorenweltmeisterschaften, ohne aber nennenswerte Ergebnisse zu erreichen. Mit den nordischen Skiweltmeisterschaften 2011 in Oslo gab der Litauer sein Debüt auf höchster Ebene und belegte den 98. Platz im Sprint und den 91. Rang über 15 km im klassischen Stil. Seine ersten Weltcuprennen lief er zu Beginn der Saison 2011/12 im Rahmen des Nordic Opening in Kuusamo, erzielte aber Platzierungen weit außerhalb der Top 100. Im Januar 2012 erreichte er mit dem 61. Rang über 15 km klassisch in Otepää sein klar bestes Weltcupresultat, bei den nordischen Skiweltmeisterschaften 2013 stellte Rang 70 im 30-km-Skiathlon seine beste Platzierung dar. Auch an der Universiade nahm Strolia 2013 teil und belegte die Plätze 23 über 10 km Freistil und 18 im Mixed-Teamsprint, im Saisonverlauf erreichte er zudem mit einem neunten Rang in Horní Mísečky seine mit Abstand beste Platzierung im Slavic-Cup. Vorläufiger Karrierehöhepunkt wurde die Teilnahme an den Olympischen Winterspielen 2014 in Sotschi, in deren Rahmen der Litauer den 70. Platz im Sprint und über 15 km klassisch sowie den 66. Rang im Skiathlon erzielte. Nach Ende der Saison 2013/14 wechselte er zum Biathlon.

### Biathlon

#### Etablierung im Weltcup
Da der litauische Biathlonverband mit Ausnahme des durchaus als Talent gehandelten Tomas Kaukėnas wenige Athleten zur Verfügung hatte, wurde Vytautas Strolia nach seinem Sportartenwechsel unverzüglich in den A-Kader aufgenommen und debütierte nach zwei IBU-Cup-Starts im Dezember 2015 in Hochfilzen im Weltcup, wobei er an der Seite von Kaukėnas, Karol Dombrovski und Rokas Suslavičius den 19. Platz im Staffelrennen erreichte. Seinen ersten Individualwettkampf bestritt er nach dem Jahreswechsel in Oberhof und wurde 87. des Sprints, am Saisonende nahm er in Kontiolahti erstmals an Weltmeisterschaften teil und verbesserte sich auf den 69. Platz im Sprint und den 66. Rang im Einzel. Die folgenden zwei Winter verliefen für den Litauer ähnlich, wobei er sich in erster Linie mit seiner für einen Umsteiger typischen relativ schlechten Quote am Schießstand bessere Platzierungen verbaute. Sein erstes Verfolgungsrennen auf höchster Ebene erreichte er im Rahmen der Weltmeisterschaften 2017 nach Platz 51 im Sprint, zu Beginn der Folgesaison gelang ihm mit Rang 38 im Verfolger von Hochfilzen auch der Gewinn erster Ranglistenpunkte. Im Februar 2018 nahm der mit einer Körpergröße von 1,94 Metern zu den größten Athleten im Weltcupfeld zählende Strolia an den Olympischen Spielen von Pyeongchang teil und belegte unter anderem die Positionen 49 und 43 in Sprint und Verfolgung. Nach verhaltenem Start in den Winter 2018/19 erreichte er mit Rang 26 im Sprint der WM sein klar bestes Ergebnis auf der höchsten Wettkampfebene, im zugehörigen Verfolgungsrennen wurde er nach einem Nachladefehler disqualifiziert.

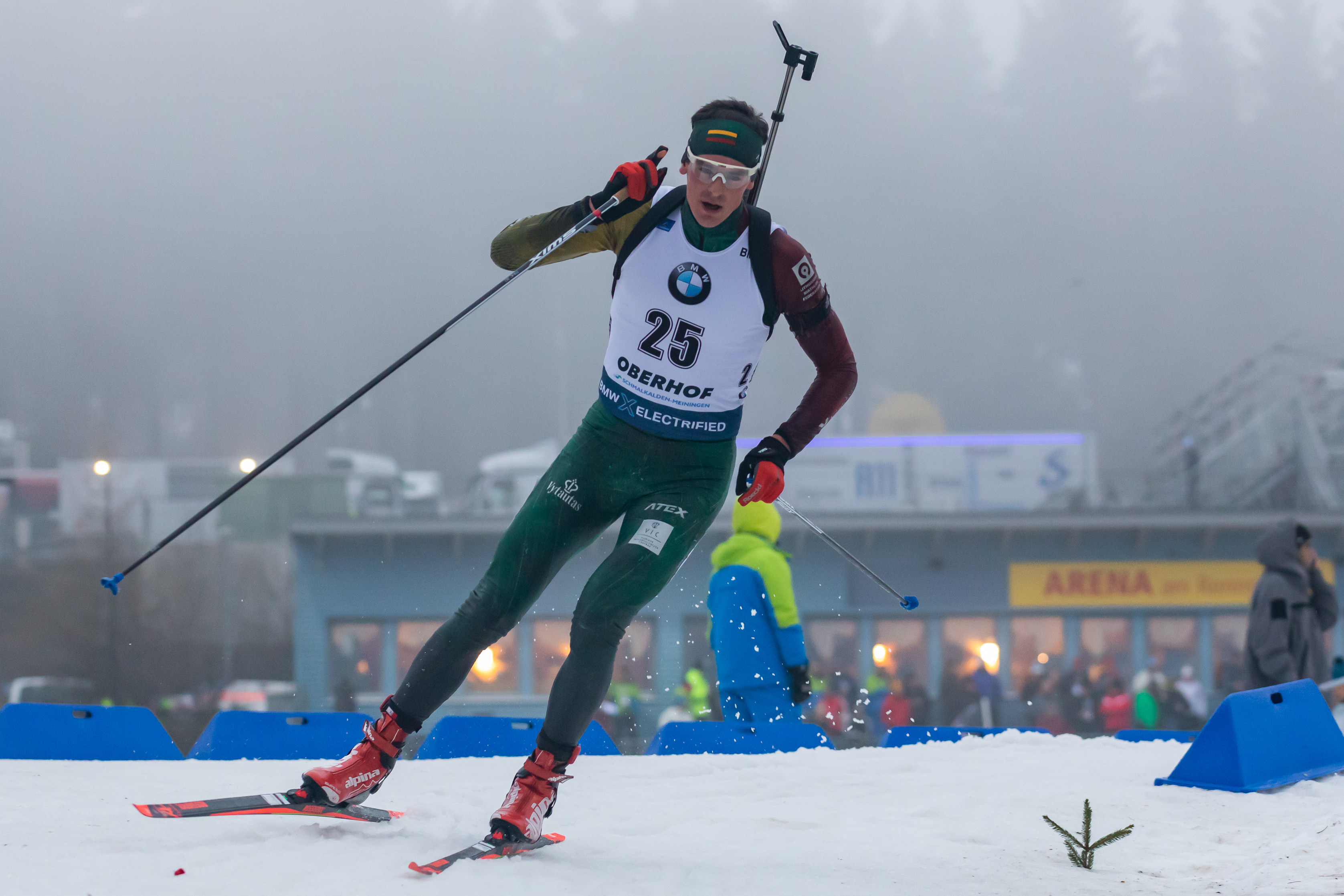
Strolia im Januar 2020 in Oberhof

In der Saison 2019/20 steigerte sich Strolia in seinen Leistungen. Insgesamt klassierte er sich siebenmal in den Punkterängen und unterbot sein bisheriges Bestresultat mit einem 20. Rang im Sprintrennen von Oberhof, obwohl er in diesem Wettkampf eine Scheibe verpasste. Den Höhepunkt stellte aber der Sprint bei den Europameisterschaften dar, als der Litauer den vierten Platz belegte und dabei lediglich acht Zehntelsekunden hinter dem Bronzemedaillengewinner Aleksander Fjeld Andersen lag. Zum Auftakt des Folgewinters verbesserte er sein Topergebnis in Kontiolahti mit dem 16. Platz im Einzel, mit der Staffel kam in Antholz ein ordentlicher 14. Rang zustande. Die Europameisterschaften 2021 brachten das beste Ergebnis bei internationalen Wettbewerben für Litauen jemals: Nach einem guten neunten Platz von Strolia in der Verfolgung wurde er als Schlussläufer der Mixedstaffel eingesetzt und war nach Natalija Kočergina, Gabrielė Leščinskaitė und Karol Dombrovski im Einsatz. Er verließ den letzten Stehendanschlag fehlerlos als Sechster, überholte auf der Schlussrunde Patrick Braunhofer und Patrick Jakob und überquerte die Ziellinie schließlich mit zehn Sekunden Vorsprung auf den Italiener als Vierter.

#### Große Erfolge und zweite Olympische Spiele
Eine enorme Leistungssteigerung in beiden Teildisziplinen verhalf Strolia im Winter 2021/22 zu den besten Ergebnissen in der Geschichte des litauischen Biathlons. Neben zwei weiteren Top-20-Platzierungen erreichte er im Dezember in Hochfilzen zunächst dank fehlerfreiem Schießen Platz zwölf im Sprint. Nach dem Jahreswechsel überraschte er daraufhin in Ruhpolding, erneut im Sprint und ohne Schießfehler, mit Rang vier, und verfehlte dabei das Podest um 1,5 Sekunden. Im zugehörigen Verfolger fiel er nach 19 Treffern um eine Position zurück und wurde Fünfter. Bei seinen dritten Olympischen Spielen kam der 29-Jährige nicht gut mit der extremen Kälte in China zurecht und kam trotz gutem Schießen nicht über einen 21. Platz im Einzel hinaus, im letzten Trimester ließ er dennoch mit dem Sprint in Otepää und dem Verfolger in Oslo zwei weitere Top-10-Platzierungen folgen. In der Weltcupgesamtwertung belegte Strolia mit 352 Punkten den 25. Rang. Auch in die Folgesaison startete er stark, neben drei Ergebnissen unter den besten 15 erreichte er in Kontiolahti gemeinsam mit Tomas Kaukėnas, Karol Dombrovski und Maksim Fomin Platz acht und damit die beste Staffelplatzierung litauischer Herren in der Geschichte. Strolias bestes Saisonresultat in einem Individualrennen kam erneut in Ruhpolding zustande, als er im Massenstart nach einem Schießfehler Sechster wurde.
Seine ersten Medaillen bei einem IBU-Wettkampf gewann Strolia im Rahmen der Sommerbiathlon-Weltmeisterschaften 2023 in Osrblie: Im Massenstart ergatterte er hinter Taras Lessjuk und Dmitri Schamajew Bronze, im Sprint musste er sich lediglich Florent Claude geschlagen geben. Trotzdem konnte der Litauer im kommenden Weltcupwinter die Vorleistungen nicht bestätigen. Er erreichte in drei Wettkämpfen einen Platz unter den besten 20, worunter auch der 15. Rang im Einzel der Weltmeisterschaften 2024 – Strolias bestem WM-Ergebnis – zählte, verpasste aber im Gegenzug auch regelmäßig die Punkteränge. Auch 2024/25 schwankte er enorm in seinen Leistungen; in neun Wettkämpfen gelang ihm der Gewinn von Weltcuppunkten, das stärkste Rennen bestritt er beim saisonschließenden Sprint in Oslo, wo er Rang zwölf belegte. An der Seite von Maksim Fomin, Nikita Čigak und Karol Dombrovski kam zudem in Ruhpolding ein starker zehnter Platz zustande.

## Persönliches
Strolia lebt in seiner Geburtsstadt Anykščiai. Er ist seit 2019 verheiratet und Vater einer 2020 geborenen Tochter. Seine Cousins Mantas und Tautvydas Strolia sind ebenfalls mehrfache Olympiateilnehmer im Skilanglauf, seine Tante Kazimiera startete in den Neunzigerjahren im Biathlon-Weltcup. Neben seiner sportlichen Karriere ist Strolia passionierter Bienenzüchter.

## Statistiken

### Weltcupplatzierungen (Skilanglauf)
Die Tabelle zeigt die erreichten Platzierungen im Einzelnen.
- 1.–3. Platz: Anzahl der Podiumsplatzierungen
- Top 10: Anzahl der Platzierungen unter den ersten zehn
- Punkteränge: Anzahl der Platzierungen innerhalb der Punkteränge
- Starts: Anzahl gelaufener Rennen in der jeweiligen Disziplin
- Hinweis: Bei den Distanzrennen erfolgt die Einordnung gemäß FIS.

| Platzierung               | Distanzrennen a | Distanzrennen a | Distanzrennen a | Distanzrennen a | Distanzrennen a | Skiathlon Verfolgung | Sprint | Etappen- rennen b | Gesamt | Team   | Team    |
| Platzierung               | ≤ 5 km          | ≤ 10 km         | ≤ 15 km         | ≤ 30 km         | > 30 km         | Skiathlon Verfolgung | Sprint | Etappen- rennen b | Gesamt | Sprint | Staffel |
| ------------------------- | --------------- | --------------- | --------------- | --------------- | --------------- | -------------------- | ------ | ----------------- | ------ | ------ | ------- |
| 1. Platz                  |                 |                 |                 |                 |                 |                      |        |                   |        |        |         |
| 2. Platz                  |                 |                 |                 |                 |                 |                      |        |                   |        |        |         |
| 3. Platz                  |                 |                 |                 |                 |                 |                      |        |                   |        |        |         |
| Top 10                    |                 |                 |                 |                 |                 |                      |        |                   |        |        |         |
| Punkteränge               |                 |                 |                 |                 |                 |                      |        |                   |        |        |         |
| Starts                    |                 |                 | 1               |                 |                 |                      | 4      | 3                 | 8      |        |         |
| Stand: Saisonende 2013/14 |                 |                 |                 |                 |                 |                      |        |                   |        |        |         |

### Weltcupplatzierungen (Biathlon)

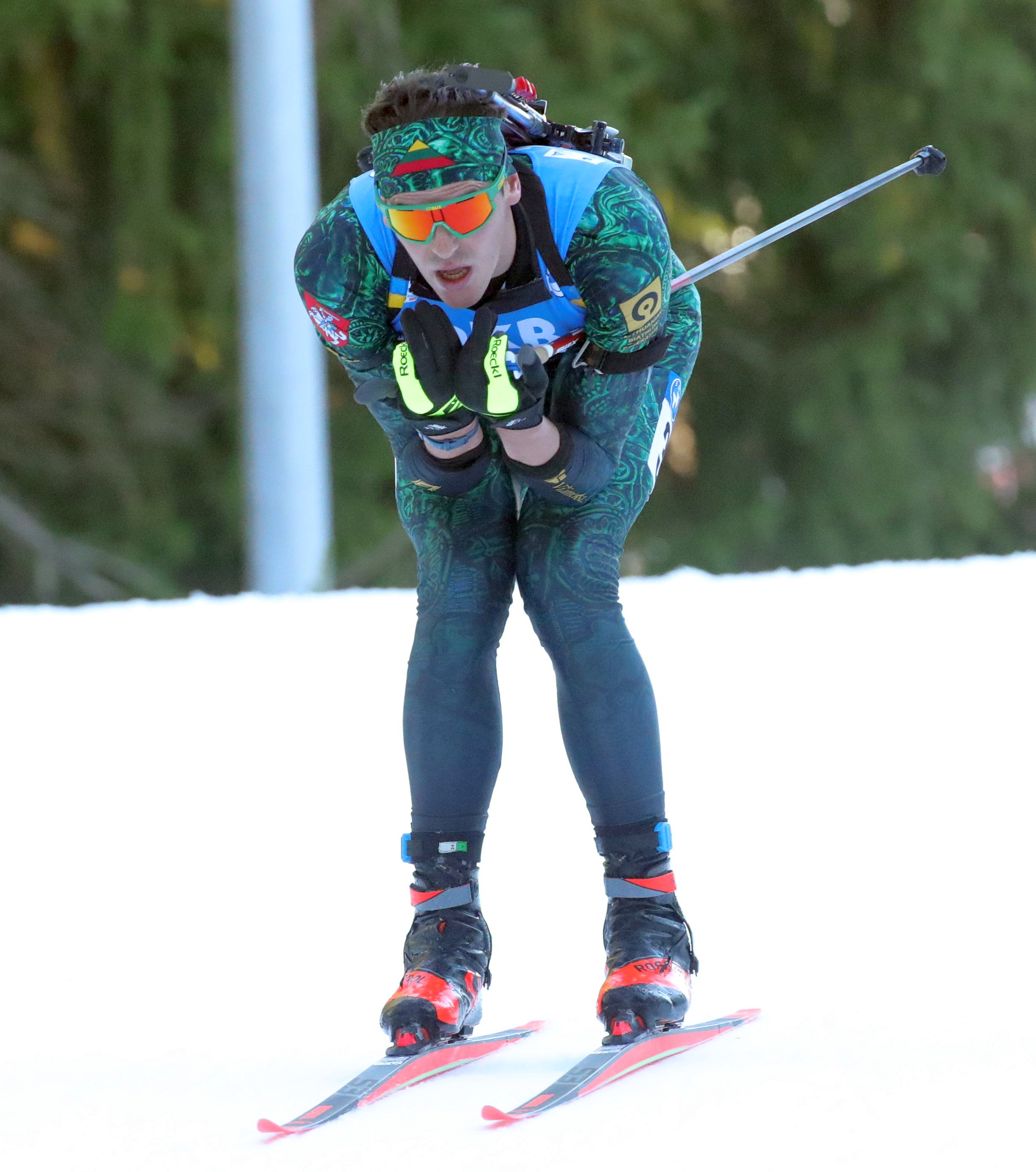
Strolia während des Einzelrennens bei den Weltmeisterschaften 2023 in Oberhof

Die Tabelle zeigt alle Platzierungen (je nach Austragungsjahr einschließlich Olympische Spiele und Weltmeisterschaften).
- 1.–3. Platz: Anzahl der Podiumsplatzierungen
- Top 10: Anzahl der Platzierungen unter den ersten zehn (einschließlich Podium)
- Punkteränge: Anzahl der Platzierungen innerhalb der Punkteränge (einschließlich Podium und Top 10)
- Starts: Anzahl gelaufener Rennen in der jeweiligen Disziplin
- Staffel: inklusive Mixed- und Single-Mixed-Staffeln

| Platzierung               | Einzel | Sprint | Verfolgung | Massenstart | Staffel | Gesamt |
| ------------------------- | ------ | ------ | ---------- | ----------- | ------- | ------ |
| 1. Platz                  |        |        |            |             |         |        |
| 2. Platz                  |        |        |            |             |         |        |
| 3. Platz                  |        |        |            |             |         |        |
| Top 10                    | 1      | 2      | 2          | 1           | 2       | 8      |
| Punkteränge               | 7      | 30     | 21         | 7           | 76      | 141    |
| Starts                    | 28     | 85     | 35         | 7           | 76      | 231    |
| Stand: Saisonende 2024/25 |        |        |            |             |         |        |

### Weltcupwertungen (Biathlon)
Ergebnisse bei Biathlon-Weltcups (Disziplinen- und Gesamtweltcup) gemäß Punktesystem:
| Saison  | Einzel | Einzel | Sprint | Sprint | Verfolgung | Verfolgung | Massenstart | Massenstart | Gesamt | Gesamt |
| Saison  | Platz  | Punkte | Platz  | Punkte | Platz      | Punkte     | Platz       | Punkte      | Platz  | Punkte |
| ------- | ------ | ------ | ------ | ------ | ---------- | ---------- | ----------- | ----------- | ------ | ------ |
| 2017/18 | –      | –      | –      | –      | 76.        | 3          | –           | –           | 97.    | 3      |
| 2018/19 | –      | –      | 69.    | 15     | –          | –          | –           | –           | 88.    | 15     |
| 2019/20 | –      | –      | 32.    | 68     | 52.        | 18         | –           | –           | 49.    | 86     |
| 2020/21 | 40.    | 25     | 43.    | 51     | –          | –          | –           | –           | 54.    | 76     |
| 2021/22 | 32.    | 23     | 14.    | 185    | 25.        | 108        | 28.         | 36          | 25.    | 352    |
| 2022/23 | 25.    | 43     | 30.    | 73     | 29.        | 78         | 20.         | 80          | 27.    | 274    |
| 2023/24 | 64.    | 3      | 34.    | 58     | 45.        | 31         | –           | –           | 43.    | 92     |
| 2024/25 | 55.    | 10     | 33.    | 64     | 56.        | 18         | –           | –           | 47.    | 92     |

### Olympische Winterspiele
Ergebnisse bei Olympischen Winterspielen:
| Jahr und Ort | Wettbewerb | Wettbewerb | Wettbewerb | Wettbewerb | Wettbewerb | Wettbewerb |
| Jahr und Ort | 15 km      | Skiathlon  | 50 km      | Sprint     | Staffel    | Teamsprint |
| ------------ | ---------- | ---------- | ---------- | ---------- | ---------- | ---------- |
| 2014 Sotschi | 70.        | 66.        | –          | 70.        | –          | –          |

|                                             | Einzelwettbewerbe | Einzelwettbewerbe | Einzelwettbewerbe | Einzelwettbewerbe | Staffelwettbewerbe | Staffelwettbewerbe |
| Einzel                                      | Sprint            | Verfolgung        | Massenstart       | Männerstaffel     | Mixedstaffel       |                    |
| ------------------------------------------- | ----------------- | ----------------- | ----------------- | ----------------- | ------------------ | ------------------ |
| Olympische Winterspiele 2018 \| Pyeongchang | 82.               | 49.               | 43.               | –                 | –                  | 19.                |
| Olympische Winterspiele 2022 \| Peking      | 21.               | 43.               | 58.               | –                 | 14.                | –                  |

### Nordische Skiweltmeisterschaften
Ergebnisse bei Nordischen Skiweltmeisterschaften:
| Jahr und Ort       | Wettbewerb | Wettbewerb | Wettbewerb | Wettbewerb | Wettbewerb | Wettbewerb |
| Jahr und Ort       | 15 km      | Skiathlon  | 50 km      | Sprint     | Staffel    | Teamsprint |
| ------------------ | ---------- | ---------- | ---------- | ---------- | ---------- | ---------- |
| 2011 Oslo          | 91.        | –          | –          | 98.        | –          | –          |
| 2013 Val di Fiemme | 89.        | 70.        | –          | 81.        | –          | –          |

### Biathlon-Weltmeisterschaften
Ergebnisse bei Biathlon-Weltmeisterschaften:
| Weltmeisterschaften | Weltmeisterschaften | Einzelwettbewerbe | Einzelwettbewerbe | Einzelwettbewerbe | Einzelwettbewerbe | Staffelwettbewerbe | Staffelwettbewerbe | Staffelwettbewerbe |
| Jahr                | Ort                 | Einzel            | Sprint            | Verfolgung        | Massenstart       | Männerstaffel      | Mixedstaffel       | S.-M.-Staffel      |
| ------------------- | ------------------- | ----------------- | ----------------- | ----------------- | ----------------- | ------------------ | ------------------ | ------------------ |
| 2015                | Kontiolahti         | 66.               | 69.               | –                 | –                 | 23.                | –                  | nicht ausgetragen  |
| 2016                | Oslo                | 87.               | 87.               | –                 | –                 | 23.                | 23.                | nicht ausgetragen  |
| 2017                | Hochfilzen          | 73.               | 54.               | 56.               | –                 | 25.                | 24.                | nicht ausgetragen  |
| 2019                | Östersund           | 61.               | 26.               | DSQ               | –                 | 21.                | –                  | –                  |
| 2020                | Antholz             | 55.               | 28.               | 31.               | –                 | 24.                | 16.                | –                  |
| 2021                | Pokljuka            | 65.               | 62.               | –                 | –                 | 25.                | 17.                | –                  |
| 2023                | Oberhof             | 44.               | 42.               | 49.               | –                 | 16.                | 18.                | –                  |
| 2024                | Nové Město          | 15.               | 56.               | DNS               | –                 | 20.                | 17.                | 24.                |
| 2025                | Lenzerheide         | 72.               | 28.               | 34.               | –                 | 18.                | 16.                | –                  |